# Стопанство на Грузия
След разпадането на СССР Грузия изпада в изключително тежко икономическо положение. Гражданската война в Абхазия, Аджария и Южна Осетия влошава допълнително положението на страната. През 1994 г. страната произвежда едва 1/4 от това, което е произвела през 1989 г. Безработицата в столицата Тбилиси достига до 40%.
Традиционните отрасли на грузинското стопанство са туризма и селското стопанство. Грузия разпола със залежи на каменни въглища, мед и манган.
В средата на 1990-те години повече от половината грузинци живеят под прага на бедността, а от 13% до 15% от населението живее в „изключителна бедност“.
След политическата смяна известна като Революция на розите от 2003 г. в страната се наблюдава подобрение на икономическото положение. Чуждите инвестиции в Грузия за 2005 г. възлизат на 447 милиона щатски долара.
Най-големият външнотърговски партньор на страната е Турция, следвана от Русия, Азърбайджан и Германия.
В последните години страната провежда амбициозни фискални и икономически реформи. От началото на 2005 г. е в действие нов данъчен кодекс. Намален е ДДС от 20% на 18%. Значително са опростени правилата за започване на нов бизнес в страната. Напредва процеса на раздържавяване на икономиката.
Проведени са и реформи в нормативната база касаеща банковото дело и търговията с ценни книжа. Целта е да се създаде по-либерална среда за регулиране на банковия сектор.
Започнатите от 2003 г. реформи в страната имат за цел да превърнат Грузия в некорумпирана и благоприятна за бизнеса страна в света. В резултат на всичко това понастоящем тя е класирана от Световната банка на 11 място сред всички страни по леснота при правене на бизнес.